# 莫菲尔德眼科医院
莫菲尔德眼科医院是位于英国伦敦伊斯灵顿区芬斯伯里的一家NHS眼科医院，由莫菲尔德眼科医院NHS基金会信托基金运营。与医院毗邻的伦敦大学学院眼科研究所一起，是欧洲历史最悠久、规模最大的眼科治疗、教学和研究中心。

## 历史
莫菲尔德眼科医院 (Moorfields Eye Hospital)于 1805 年由约翰·坎宁安·桑德斯 (John Cunningham Saunders ) 在约翰·理查德·法雷 (John Richard Farre)的协助下于查特豪斯广场 (Charterhouse Square)成立，当时是治疗眼耳疾病的伦敦药房。它于 1822 年迁至前莫菲尔德 (Moorfields)的一个地点，并于 1899 年迁至现址，并于 1948 年成为国家医疗服务体系的一部分。这些周年纪念日赋予它独特的能力来庆祝百年诞辰。 1999 年和2005 年是二百周年纪念。
2007 年 2 月，新的理查德·德斯蒙德儿童眼科中心(RDCEC) 由女王揭幕。其位置毗邻医院的城市路主楼。
2021年12月，宣布Moorfields大楼已出售给私人开发商，医院将搬迁至国王十字火车站附近的新设施。

## 教学与研究
莫菲尔德眼科医院是眼科医师、视力矫正师、验光师和护士研究生培训的主要中心。它在眼科研究中也发挥了关键作用。斯图尔特·杜克·埃尔德爵士 (Sir Stewart Duke-Elder)创立了眼科研究所，前身是位于格雷因路 (Gray's Inn Road ) 的伦敦市中心眼科医院(现为伦敦大学学院的一部分)，哈罗德·里德利 (Harold Ridley) 爵士、查尔斯·谢彭斯( Charles Schepens ) 和诺曼·阿什顿 (Norman Ashton)曾在莫菲尔德进行研究和研究所。

## 筹款和相关慈善机构
莫菲尔德之友慈善机构成立于 1963 年，是一家独立注册的慈善机构，为莫菲尔德眼科医院的患者筹集资金。该慈善机构的主要目标是提供补充服务和设备，以提高莫菲尔德患者及其访客的舒适度和福祉。它有助于购买急需的技术物品，供医院诊所、卫星中心、手术室和研究实验室专业使用。该慈善机构还推广和管理广泛的志愿者，支持医院的工作和服务。
莫菲尔德眼科慈善机构是莫菲尔德眼科医院的独立注册慈善机构。莫菲尔德眼科慈善机构筹集的资金超出了 NHS 通常提供的资金，通过筹集额外资金来增强服务、研究、设备和设施，以支持和促进莫菲尔德眼科医院的工作和研究，造福患者和工作人员其中包括 Moorfields 和伦敦大学学院眼科研究所的一个主要联合项目——新建筑项目。
莫菲尔德眼科医院特别受托人（慈善机构编号 228064）是一个捐赠机构，主要支持该医院和伦敦大学学院眼科研究所的研究合作伙伴进行的研究以及一系列其他项目。

## 知名人物
維文_(新加坡)（1961）新加坡外交部长，曾于1993至1995年在莫菲尔德眼科医院工作。